# Thüringer Kleinkunstpreis
Der Thüringer Kleinkunstpreis ist ein Kulturpreis der Stadt Meiningen.
Der Preis wird seit 1996 alljährlich zu den Meininger Kleinkunsttagen für eine im Vorjahr gezeigte hervorragende Leistung eines Künstlers in der Kleinkunst verliehen. Die Preisfigur ist der „Meininger Georg“, gewidmet und gestaltet nach dem Förderer von Theater und Musik, Herzog Georg II. Die Auswahl erfolgt aus dem Kreis der zu den Kleinkunsttagen angetretenen Künstler. Eine aus dem Förderverein der Meininger Kleinkunsttage bestehende Jury erstellt nach dem Festival eine Liste mit den Namen der Kandidaten. In einem geheimen Wahlgang wird dann der Künstler mit den meisten Stimmen ermittelt. Das Ergebnis der Wahl und der Name des Preisträgers werden einige Monate nach den Kleinkunsttagen der Öffentlichkeit bekannt gegeben. Die Preisverleihung erfolgt während der darauf folgenden Kleinkunsttagen in Meiningen. Der Preisträger präsentiert anschließend noch mal das preisgekrönte Programm. Der mit 5.555,55 Euro dotierte Preis ist einer der höchsten Einzelpreise in der deutschsprachigen Kleinkunst und wird von der Rhön-Rennsteig-Sparkasse Meiningen und von der Sparkassen-Kulturstiftung Hessen-Thüringen zur Verfügung gestellt.

## Preisträger / Programm
Die seit 1996 von der Jury ermittelten Preisträger mit ihrem Programm:
- 1996: Bettina Wegner / „Ich habs gewusst“
- 1997: Figurentheater »Zwei Hände« (two hands theatre, Sofia) / „Puppenträume“
- 1998: Clemens-Peter Wachenschwanz / „Beißen und Buckeln“
- 1999: Thomas Nicolai / „Der blonde Emil … macht ernst“
- 2000: Frank-Markus Barwasser (Erwin Pelzig) / „Aufgemerkt“
- 2001: Jo van Nelsen / „Kitsch! - Lieder und Texte entlang der deutschen Schmerzgrenze“
- 2002: LaLeLu / „New York, Rio, Büdingen“
- 2003: Bodo Wartke / „Ich denke, also sing ich“
- 2004: Orchester Bürger Kreitmeier / „Die groteske Rock- und Popshow“
- 2005: Olaf Schubert & Freunde / „Boykott“
- 2006: Monaco Bagage / „Import-Export“
- 2007: Schwarze Grütze / „NiveauwonieNiveauwar“
- 2008: Christoph Sieber / „Sie haben mich verdient“
- 2009: Katrin Weber / „Also, geben Sie acht!“
- 2010: GlasBlasSing Quintett / „Liedgut auf Leergut“
- 2011: Philipp Scharri / „Der Klügere gibt Nachhilfe“
- 2012: Theresa Loibl und Sebastian Daller / „Wenn der Bierfahrer ins Schlammbad geht“
- 2013: Das Geld liegt auf der Fensterbank, Marie / „MitternachtSpaghetti“
- 2014: Timo Wopp / „Passion“
- 2015: Queenz of Piano (Anne Folger und Jennifer Rüth) / „Tastenspiele“
- 2016: Der Tod (anonymer Auftritt) / „Mein Leben als Tod“
- 2017: Christoph Reuter / „Alle sind musikalisch (außer manche)“
- 2018: Anny Hartmann /„NoLobby is perfect“[2]
- 2019: Simon & Jan / „Halleluja“
- 2020: Duo Suchtpotenzial (Ariane Müller und Julia Gámez Martin) / „Eskalatiooon!“
- 2021: Michael Feindler / „Artgerechte Spaltung“
- 2022: Maxi Schafroth / „Faszination Bayern“
- 2023: Eva Karl-Faltermeier / „Es geht dahi“
- 2024: Lars Redlich / „Ein bisschen Lars muss sein“[3]